# Association républicaine socialiste de l'Hindoustan
L'Association républicaine socialiste de l'Hindoustan (HSRA) (en anglais : Hindustan Socialist Republican Association) également connu comme l'Armée républicaine d'Hindoustan (ARH) était une organisation révolutionnaire indienne fondée par Ram Prasad Bismil, Ashfaqulla Khan, Sachindra Nath Bakshi, Sachindranath Sanyal et Jogesh Chandra Chatterjee. La constitution écrite de l'ARH et le manifeste publié, intitulé Le révolutionnaire, ont été produits comme preuve dans l'affaire du complot de Kakori en 1925.

## Origines

### Arrière plan
Le Mouvement de non-coopération de 1919 a conduit à une mobilisation à grande échelle de la population indienne contre le Raj britannique. Bien que conçu comme un mouvement de résistance non -violente , il est rapidement devenu violent. Après l' incident de Chauri Chaura , le Mahatma Gandhi a suspendu le mouvement pour empêcher l'escalade de la violence. Cela a déçu une partie des nationalistes qui estimaient que la suspension était prématurée et injustifiée. Le vide politique créé par la suspension a conduit à la formation de mouvements révolutionnaires par les plus radicaux parmi ceux qui cherchaient à renverser le Raj britannique.

### Opposition de Gandhi au congrès de Gaya
En février 1921, des fermiers en agitation sont tués à Chauri Chaura par la police. En conséquence, le commissariat de Chauri Chaura a été attaqué par la population et 22 policiers ont été brûlés vifs.
Sans établir les faits à l'origine de cet incident, Mahatma Gandhi, a déclaré l'arrêt immédiat du Mouvement de non-coopération (il avait lui-même lancé un appel en ce sens) sans consulter aucun membre du comité exécutif du Congrès. Ram Prasad Bismil et son groupe de jeunes se sont fermement opposés à Gandhi lors du Congrès Gaya de 1922. Lorsque Gandhi a refusé d'annuler sa décision, le Congrès national indien a été divisé en deux groupes - l'un libéral et l'autre pour la rébellion. En janvier 1923, le groupe libéral forme un nouveau parti Swaraj sous la direction conjointe de Motilal Nehru et de Chitta Ranjan Das, et le groupe de jeunes a formé un parti révolutionnaire sous la direction de Bismil.

### Constitution du Livre jaune
Avec l'accord de Lala Har Dayal, Bismil se rendit à Allahabad où il rédigea la constitution du parti en 1923 avec l'aide de Sachindra Nath Sanyal et d'un autre révolutionnaire du Bengale, le Dr Jadugopal Mukherjee. Le nom de base et les objectifs de l'organisation ont été dactylographiés sur un Livre jaune et plus tard, une réunion ultérieure du Comité constitutionnel a eu lieu le 3 octobre 1924 à Cawnpore dans les Provinces-Unies sous la présidence de Sanyal.

### Partage de la responsabilité
Cette réunion a décidé que le nom du parti serait l'Association républicaine de l'Hindoustan (HRA). Bismil a été déclaré organisateur du district de Shahjahanpur et chef de la division des armes, ainsi qu'organisateur provincial des provinces unies (Agra et Oudh). Sachindra Nath Sanyal est devenu l'organisateur national et un autre membre senior, Jogesh Chandra Chatterjee, a été coordinateur de l'Anushilan Samiti. Après avoir assisté à la réunion de Cawnpore, Sanyal et Chatterjee ont quitté la Province Unie et se sont rendus au Bengale pour une nouvelle extension de l'organisation.
La HRA a établi des succursales à Agra, Allahabad, Benares, Cawnpore, Lucknow, Saharanpur et Shahjahanpur. Ils ont également fabriqué des bombes à Calcutta  - à Dakshineswar et Shovabazar - et à Deoghar dans le Jharkhand (alors province du Bihar). Les ateliers de Calcutta ont été découverts par la police en 1925 et ceux de Deoghar en 1927.

### Publication duRévolutionnaire
Sanyal a écrit un manifeste pour le HRA intitulé Revolutionaire. Celui-ci a été distribué autour des grandes villes du nord de l'Inde le 1er janvier 1925. Il proposait le renversement de la domination coloniale britannique et son remplacement par ce qu'il appelait une "République fédérale des États-Unis d'Inde". En outre, il recherchait le suffrage universel et l'objectif socialiste de l'abolition de "tous les systèmes qui rendent possible toute forme d'exploitation de l'homme par l'homme".
La politique de Gandhi a été critiquée et les jeunes ont été appelés à rejoindre l'organisation. La police a été étonnée de voir la langue utilisée et a cherché son chef au Bengale. Sanyal était allé expédier cette brochure en vrac et a été arrêté à Bankura, au Bengale occidental. Avant l'arrestation de Sanyal, Jogesh Chandra Chatterjee avait également été arrêté par la police à la gare de Howrah à Calcutta, présidence du Bengale.

## Activités

### Premières activités
Il y a eu de nombreuses premières tentatives de perturbation et d'obtention de fonds, comme le vol des maisons des responsables d'un village à Dwarikapur et Bichpuri en 1922–23, mais le vol du train de Kakori a été le plus important des premiers efforts de la HRA. L' événement de Kakori s'est produit le 8 août 1925, lorsque des membres de la HRA ont pillé l'argent du gouvernement dans un train à environ 16 km de Lucknow et tué accidentellement un passager dans le processus. Des membres importants de la HRA ont été arrêtés et jugés pour leur implication dans cet incident et dans d'autres qui l'avaient précédé. Le résultat a été que quatre dirigeants - Ashfaqullah Khan , Ram Prasad Bismil, Roshan Singh etRajendra Lahiri - ont été pendus en décembre 1927 et 16 autres emprisonnés pour de longues peines. Le résultat du procès, au cours duquel les participants au HRA ont chanté des chants patriotiques et affiché d'autres formes de défi, a gravement nui à la direction du HRA et porté un coup dur à ses activités. De nombreux associés à la HRA qui ont échappé au procès se sont retrouvés placés sous surveillance ou détenus pour diverses raisons. Chandra Shekhar Azad était le seul des principaux dirigeants qui a réussi à échapper à l'arrestation tandis que Banwari Lal est devenu un approbateur. 

### Principales activités
En 1928, le gouvernement britannique créa la Commission , dirigée par Sir John Simon, chargée de faire rapport sur la situation politique en Inde. Certains groupes d'activistes indiens ont protesté contre la commission, car elle ne comprenait pas un seul Indien parmi ses membres, bien que tous ne l'aient pas fait. L'effet était de galvaniser diverses factions militantes en opposition à une cause commune.
Répondant à la montée du sentiment anticolonial en 1928, la HRA est devenue l'Association républicaine socialiste de l'Hindoustan (HSRA), le nouveau nom étant probablement largement dû à l'influence de Bhagat Singh. À l'époque du vol de Kakori et du procès qui a suivi, divers groupes révolutionnaires avaient émergé dans des endroits tels que le Bengale, le Bihar et le Pendjab. Ces groupes et le HRA se sont rencontrés à Feroz Shah Kotla, à Delhi, du 8 au 9 septembre 1928, et de là a émergé le HSRA. Les penchants socialistes exprimés dans le manifeste antérieur de la HRA s'étaient progressivement déplacés vers le marxisme et la HSRA parlait d'une révolution impliquant une lutte des masses pour établir "la dictature du prolétariat" et le bannissement des " parasites du siège du pouvoir politique". Il se considérait comme étant à l'avant-garde de cette révolution, faisant passer le mot et agissant comme la section armée des masses. Ses idéaux étaient apparents dans d'autres mouvements ailleurs à cette époque.
À cette époque, la HRA était en cours de transformation en HSRA et il a été décidé que la nouvelle organisation travaillerait en coopération avec l'Internationale Communiste.
Le manifeste de la HSRA intitulé Philosophy of the Bomb a été écrit par Bhagwati Charan Vohra.

### Meurtre de John P. Saunders
Lorsque la Commission Simon s'est rendue à Lahore le 30 octobre 1928, Lala Lajpat Rai a mené une manifestation pacifique contre la commission. La police a répondu avec violence, le surintendant de la police, James A. Scott, ordonnant à ses hommes de charger les manifestants. Rai a été battu mais s'est adressé à une réunion plus tard. Il mourut le 17 novembre 1928, peut-être en partie à cause de ses blessures bien que cela soit incertain. L'historienne Neeti Nair dit que "sa mort a été largement attribuée au choc mental sinon physique qu'il avait subi".
Lorsque la question de la mort de Lala Lajpat Rai a été soulevée dans le Parlement britannique, le gouvernement a nié tout rôle causal . Bhagat Singh jura de se venger, et rejoignit d'autres révolutionnaires, Shivaram Rajguru, Jai Gopal, Sukhdev Thapar et Chandra Shekhar Azad, dans un complot visant à tuer Scott. Cependant, dans un cas d'identité erronée, Singh a tiré sur John P. Saunders, un surintendant adjoint de la police. Il a été abattu par Rajguru et Singh alors qu'il quittait le quartier général de la police du district de Lahore le 17 décembre 1928 . Chanan Singh, un chef de police qui les poursuivait a été tué par le tir de couverture d'Azad.
Ce cas d'erreur d'identité n'a pas empêché Singh et ses collègues de la HSRA de prétendre que des représailles avaient été exigées. Le lendemain, la HSRA a reconnu l'assassinat en posant des affiches à Lahore qui disaient :

« JP Saunders est mort ; Lala Lajpat Rai est vengée. ... Dans cet homme est mort un agent de l'autorité britannique en Inde. ... Désolé pour l'effusion de sang de l'être humain, mais le sacrifice d'individus sur l'autel de la révolution ... est inévitable. »

Les auteurs du meurtre de Saunders ayant échappé à la capture et se cachant, la prochaine action majeure de la HSRA fut le bombardement de l' Assemblée législative centrale à Delhi le 8 avril 1929. Il s'agissait d'un exercice de propagande provocateur, destiné à mettre en évidence les objectifs de la HSRA et chronométré comme une protestation contre l'introduction du projet de loi sur la sécurité publique et le projet de loi sur les conflits du travail, qui avaient tous deux été rédigés dans le but de contrer les effets des activités révolutionnaires et du syndicalisme.
Singh et Batukeshwar Dutt ont lancé des bombes sur les bancs du Trésor vides, en prenant soin de s'assurer qu'il n'y avait pas de victimes afin de souligner la nature propagandiste de leur action. Ils n'ont fait aucune tentative d'évasion et ont courtisé l'arrestation en criant Inquilab Zindabad (Vive la Révolution), Vande Mataram (Salut à la patrie) et Samrajyavad Murdabad' (À bas l'impérialisme).
Leur raison d'être de l'attentat a été expliquée dans un tract intitulé "Pour faire entendre les sourds" (paraphrasant les propos d' Édouard Vaillant ). Ce tract a également été jeté dans l'assemblée et a été reproduit le lendemain dans le Hindustan Times. Le 15 avril 1929, la police a fait une descente dans l'usine de bombes de la HSRA à Lahore et a arrêté Kishori Lal, Sukhdev et Jai Gopal. L'affaire Assembly Bomb et le procès pour meurtre de Saunders ont suivi et Singh, Sukhdev et Rajguru ont été pendus le 23 mars 1931 pour leurs actions. 

## Déclin
En 1930, la plupart des principaux dirigeants de la HSRA étaient soit morts, soit en prison . Kailash Pati a été arrêté en octobre 1929 et est devenu un approbateur (témoin à charge). Le 27 février 1931, Chandra Shekhar Azad s'est tiré une balle dans la tête lors d'une fusillade avec la police d'Allahabad lors d'un célèbre incident d' Alfred Park. Bhagat Singh, Sukhdev Thapar et Shivaram Rajguru ont été pendus le 23 mars 1931. 
Après la mort d'Azad, il n'y avait pas de chef central pour unir les révolutionnaires et les régionaux. Les différences se sont accrues. L'organisation s'est scindée en divers groupes régionaux et a perpétré des attentats à la bombe et des attaques contre des responsables britanniques en Inde sans aucune coordination centrale. En décembre 1930, une autre tentative a été faite pour relancer la HSRA lors d'une réunion à Meerut. Cependant, cette tentative a échoué avec les arrestations de Yashpal et Daryao Singh en 1931. Cela a effectivement mis fin à la HSRA en tant qu'organisation unie, bien que les différentes factions régionales aient poursuivi leur lutte armée jusqu'en 1935.

## Dissolution
Après la mort de Bhagat Singh et Chandra Shekhar Azad, un autre associé, Udham Singh, dirigea la HSRA depuis Londres. La HSRA a été dissoute en 1940 lorsque Udham a été pendu.

## Héritage
Une fabrique de bombes et une cachette situées à Turi Bazaar, Firozpur, ont été déclarées monument national par le gouvernement du Pendjab.